# Карашилик (Восточно-Казахстанская область)
Карашилик (каз. Қарашілік) — село в Куршимском районе Восточно-Казахстанской области Казахстана. Входит в состав Теректинского сельского округа. Код КАТО — 635235500.

## Население
В 1999 году население села составляло 403 человека (206 мужчин и 197 женщин). По данным переписи 2009 года, в селе проживало 346 человек (179 мужчин и 167 женщин).